# Tipula lacunosa
Tipula lacunosa là một loài ruồi trong họ Ruồi hạc (Tipulidae). Chúng phân bố ở vùng Indomalaya.